# Tendai Ndoro
 (18 août 2025).
Le texte peut changer fréquemment, n’est peut-être pas à jour et peut manquer de recul. N’hésitez pas à participer, en veillant à citer vos sources.
Tendai Passion Ndoro (né le 15 mai 1985 à Bulawayo au Zimbabwe et mort le 18 août 2025) est un footballeur international zimbabwéen, qui évolue au poste d'attaquant.

## Biographie

### Carrière en club
Le 24 août 2016, il inscrit avec les Orlando Pirates un triplé en première division sud-africaine, contre l'équipe des Golden Arrows (victoire 3-1).

### Carrière en sélection
Ndoro joue son premier match en équipe du Zimbabwe le 13 juillet 2013, contre le Malawi. Ce match entre dans le cadre des quarts de finale la Coupe COSAFA 2013. Le 17 juillet 2013, il marque un doublé contre le Lesotho, lors des demi-finales de cette compétition. Le Zimbabwe est battu en finale par la Zambie.
Le 10 janvier 2017, il inscrit un but lors d'un match amical contre le Cameroun. Il participe ensuite à la Coupe d'Afrique des nations 2017 organisée au Gabon. Lors de cette compétition, il marque un but contre la Tunisie.

## Palmarès
Zimbabwe
- Coupe COSAFA :
  - Finaliste : 2013

 Orlando Pirates
- Coupe d'Afrique du Sud :
  - Finaliste : 2016.